# El Pla de Santa Maria (kommun)
El Pla de Santa Maria är en kommun i Spanien.   Den ligger i provinsen Província de Tarragona och regionen Katalonien, i den östra delen av landet, 400 km öster om huvudstaden Madrid. Antalet invånare är 2 375. Arean är 35 kvadratkilometer. El Pla de Santa Maria gränsar till Cabra del Camp, El Pont d'Armentera, Aiguamúrcia, Vila-rodona, Alió, Valls och Figuerola del Camp. 
Terrängen i El Pla de Santa Maria är platt åt sydost, men åt nordväst är den kuperad.